# Filomena
Filomena, Philomena (klassisk grekiska: Φιλουμένη), född cirka 10 januari 291 på Korfu, Grekland, död cirka 10 augusti 304 i Rom, var en fornkristen jungfru och martyr. Filomena vördas som helgon inom Romersk-katolska kyrkan och inom de Orientaliskt-ortodoxa kyrkorna. Hennes minnesdag firades tidigare den 11 augusti.

## Biografi
År 1802 påträffades i Priscillas katakomber vid Via Salaria i norra Rom kvarlevorna efter en ung flicka. Graven var tillsluten med tre stenar med inskriptionen LUMENA|PAX TE|CUM FI. Det är allmänt vedertaget att stenarna var placerade i fel ordning, och att inskriptionen skall utläsas PAX TECUM FILUMENA, vilket är latin och betyder ”Frid vare med dig, Filomena”. Vid inskriptionen finns även en palmkvist, symbolen för martyriet. Utöver detta vet man ingenting om Filomena. År 1961 ströks Filomena ur den allmänna romerska helgonkalendern, men vördnad för henne tilläts dock.